# Евдокимово (Воскресенский район)
Евдокимово — деревня в составе Богородского сельсовета в Воскресенском районе Нижегородской области.

## География
Находится в правобережье Ветлуги на расстоянии примерно 17 километров по прямой на юго-восток от районного центра поселка  Воскресенское.

## История
Деревня возникла предположительно в начале XVII века. Последний владелец Левашов. В 1859 году она входила в Макарьевский уезд Нижегородской губернии, и в ней было отмечено 39 дворов и 243 жителя. В 1911 году учтено 85 дворов. В 1925 году был 451 житель.

## Население
Постоянное население составляло 12 человек (русские 92%) в 2002 году, 14 в 2010 году .